# Anopheles nemophilous
Anopheles nemophilous is een muggensoort uit de familie van de steekmuggen (Culicidae). De wetenschappelijke naam van de soort is voor het eerst geldig gepubliceerd in 1988 door Peyton & Ramalingam.